# Bulbine erectipilosa
Bulbine erectipilosa är en grästrädsväxtart som beskrevs av Graham Williamson. Bulbine erectipilosa ingår i släktet bulbiner, och familjen grästrädsväxter. Inga underarter finns listade i Catalogue of Life.